# 海上自衛隊吳史料館
海上自衛隊吳史料館（日语：／ Kaijōjieitai Kure Shiryōkan */?），是位於日本廣島縣吳市的一座海上自衛隊宣傳設施。

## 历史
自2007年4月5日開始對遊客免費開放入場。史料館展示有關海上自衛隊歷史和裝備的展品，1層展示海上自衛隊的歷史，2層展示水雷的威脅和有關掃海艇的內容，3層展示有關潛水艇的內容。
吳史料館展示了汐潮級潛艇「秋潮」（あきしお），該艇2004年除役，2006年移至館內展覽。這是日本首個展覽實際服役過的潛艇的博物館。

## 另見
- 吳市海事歷史科學館

## 外部連結
- 海上自衛隊 （页面存档备份，存于）
- 海上自衛隊呉史料館 てつのくじら館 （页面存档备份，存于）  - 公式サイト
- 潜水艦「あきしお」 海上自衛隊呉史料館へ陸揚げ移送
- 呉地方隊 （页面存档备份，存于）
- てつのくじら館の紹介 - Hitachi Theater（日立グループの映像ポータルサイト）